# Iglesia de San Andrés de Kiev
La iglesia de San Andrés (en ucraniano, Андріївська церква, en ruso, Андреевская церковь), llamada en ocasiones incorrectamente catedral de San Andrés, es un importante templo barroco situado en Kiev, Ucrania, de la Iglesia ortodoxa autocéfala ucraniana. Fue construida entre 1744 y 1754 según iniciativa de la emperatriz Isabel I de Rusia, siguiendo diseños del arquitecto italiano Bartolomeo Rastrelli. Ubicada sobre una colina, los problemas de cimentación han sido frecuentes causando seria preocupación sobre la posibilidad de un hundimiento.

## Antecedentes

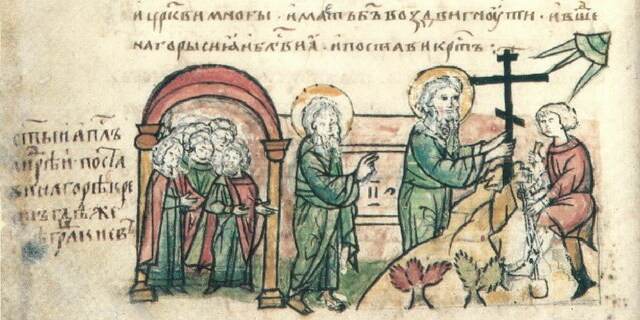
Profecía de San Andrés de Kiev representada en la Crónica de Radziwiłł. Una iglesia se erige en la legendaria ubicación donde el apóstol situó una cruz a las orillas del río Dniéper.

La iglesia fue consagrada en honor de Andrés el Apóstol, quien es reconocido como el «apóstol de la Rus». Según la Crónica de Néstor, San Andrés llegó a la ribera del río Dniéper en el siglo I y erigió una cruz donde actualmente se alza la iglesia. El apóstol profetizó que aquella zona se convertiría en una gran ciudad, hecho que se confirmó cuando se fundó la ciudad de Kiev, centro de la fe ortodoxa durante la Rus de Kiev.
En 1086, el Gran príncipe de la Rus de Kiev, Vsévolod I, construyó una pequeña iglesia dedicada al alzamiento de la cruz por San Andrés. En 1215, el príncipe Mstyslav de Hálych construyó la iglesia de la Exaltación de la Cruz en las cercanías. Sin embargo, la iglesia no sobrevivió tras la invasión mongola de la Rus de Kiev en 1240. Más tarde se construyeron algunas pequeñas iglesias en la misma zona, pero todas fueron demolidas y reemplazadas. En 1690, una iglesia de madera consagrada a San Andrés fue trasladada desde el claustro de Brethren en el barrio de Podil hasta la colina Andriyivsky. Únicamente sobrevivió hasta 1726, cuando fue demolida.

## Historia

### Construcción
La idea de erigir el templo fue concebida cuando la emperatriz Isabel I de Rusia (r. 1741-1762) decidió construirse una residencia de verano en Kiev que incluyera una iglesia. El palacio estaría ubicado en el barrio de Pechersk (actualmente el palacio Mariyinski), mientras que la iglesia se ubicaría en la colina Andriyivska. La construcción comenzó el 9 de septiembre de 1744, siendo la propia emperatriz la que ubicó las tres primeras piedras fundacionales. La consagración se dio a manos del metropolitano de Kiev Raphael Zaborovsky.

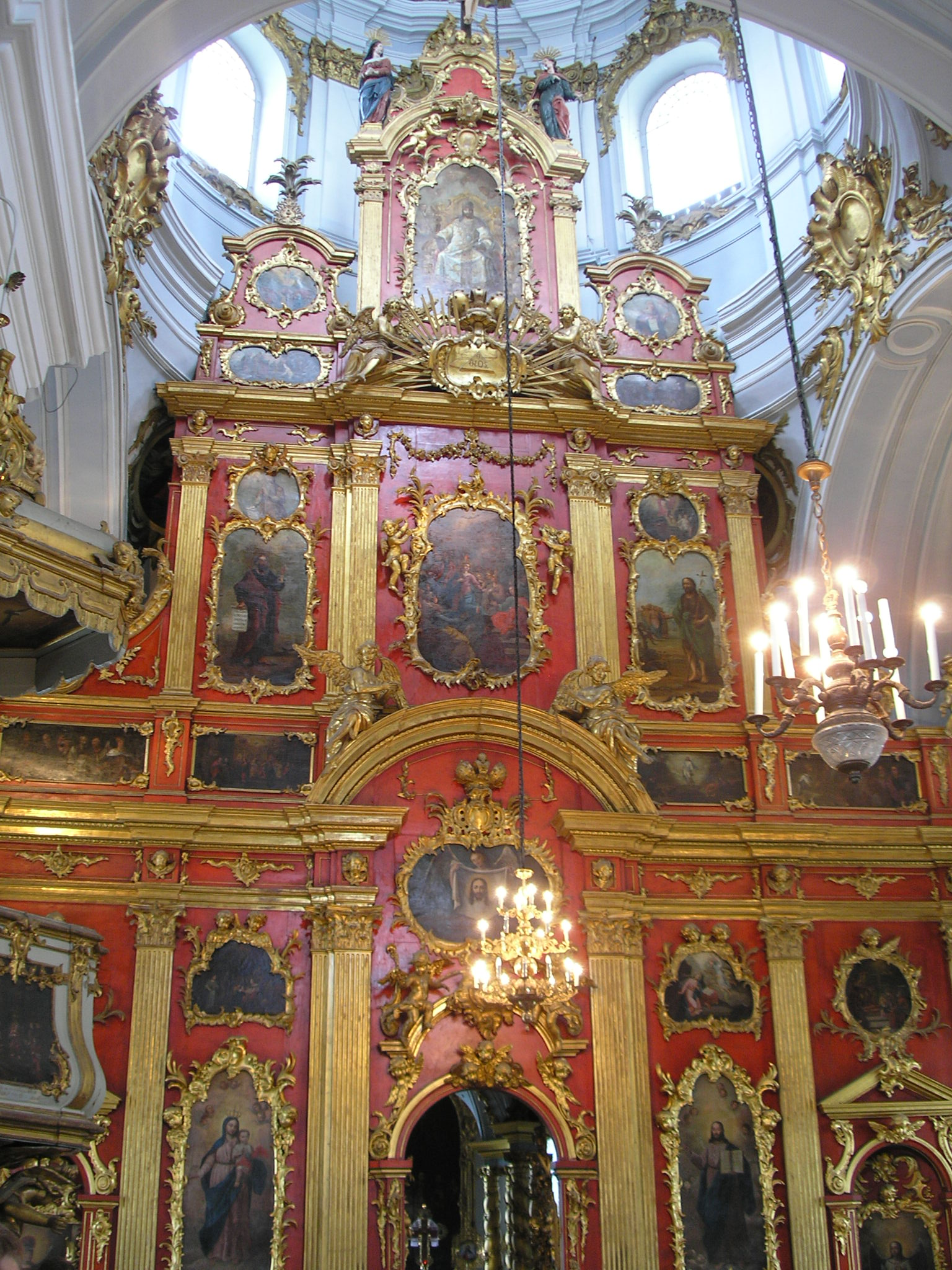
El iconostasio barroco de tres niveles diseñado por Bartolomeo Rastrelli.

La Chancillería de Petersburgo primero contrató al arquitecto alemán Gottfried Johann Schädel y al ingeniero Daniel de Bosquet para diseñar los planos de la iglesia. Sin embargo, cuando Schädel presentó su proyecto en 1745, la Chancillería lo rechazó y fue reemplazado por el arquitecto de la corte imperial, Bartolomeo Rastrelli, quien trabajó en un diseño parecido a un instituto de San Petersburgo. La construcción en sí fue conducida por un equipo de maestros rusos y extranjeros bajo la dirección del arquitecto Iván Michurin, quien había tenido éxito con el traslado de la antigua iglesia de la Resurrección, en la plaza del Mercado de las Mujeres (Babiy torzhok) de Moscú. Michurin fue el responsable de los preparativos geológicos de la zona y descubrió un sustrato duro a una profundidad de 13-14 metros.
I. Vlasiev y el gobernador de Kiev, el general Mijaíl Leontyev, se encargaron de contratar albañiles, carpinteros y escultores provenientes de Bielorrusia, Lituania y Ucrania, mientras que regimientos de infantería de Kiev, Chernígov, Starodub y Poltava también participaron en la construcción. Se fabricaron ladrillos rojos y blancos para la iglesia en los claustros de la catedral de Santa Sofía, el monasterio de las Cuevas, que mandó más de cincuenta albañiles, y el de San Cirilo. La piedra fundacional fue ubicada por soldados de Kiev de las ciudades colindantes de Rzhyshchiv y Bucha. La madera provenía de los bosques cercanos de Pushcha-Vodytsia. Tanto la decoración externa como la interna se realizaron en el mismo momento. Las losas de hierro forjado fueron entregadas desde Moscú, así como ventanales, puertas, muros y para espacios bajo la cúpula. También se añadió el iconostasio diseñado por Rastrelli, cuya madera para el altar, el púlpito y la puerta del zar fueron tallados en San Petersburgo para perseverar durante más tiempo, al igual que los artistas de los iconos del iconostasio que provenían de dicha ciudad. Para la decoración dorada se utilizaron más de 1.028 placas de oro en el interior.

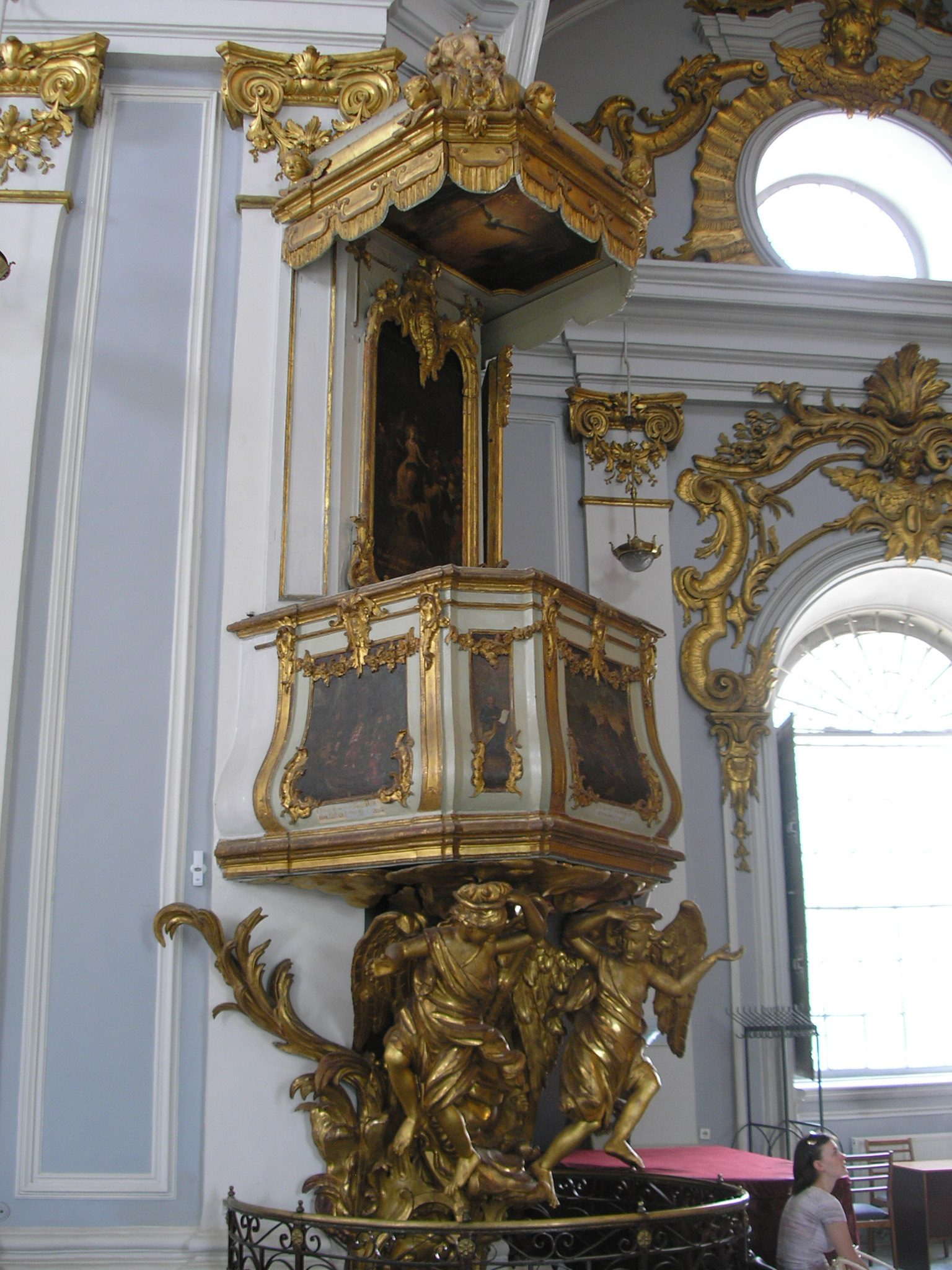
El púlpito de la iglesia, una construcción muy escasa en la arquitectura religiosa de la Iglesia ortodoxa.

Las obras en el exterior fueron concluidas en 1754, aunque los trabajos interiores y la decoración no finalizaron hasta 1767. Alekséi Antropov y Iván Vishniakov pintaron los iconos de la iglesia, mientras que los frescos fueron realizados por los maestros ucranianos I. Romenski e I. Chaikovski. Aunque en un primer momento se pensó en instalar una gran rampa para acceder al templo, finalmente se construyeron unas escaleras de madera debido a la inclinación de la colina, que más tarde, en 1844, se rehicieron en  hierro. Debido a que la emperatriz falleció antes de la finalización de las obras y sus sucesores no tuvieron ningún interés en la iglesia, el templo no recibió ninguna subvención. Durante algún tiempo, la iglesia se mantuvo gracias a donaciones voluntarias, como la de personas como Andrey Muravyov, quien vivía en una casa cercana. El iconostasio barroco de tres niveles fue diseñado por Rastrelli, mientras que los trabajos fueron realizados por los artistas Joseph Domash, Andrey Karlovsky y Matvey Manturov.

### Restauraciones y protección
En 1815, una gran tormenta arrancó las cúpulas de la iglesia y se necesitó una restauración al completo. Al año siguiente, el arquitecto Andrey Melensky realizó un proyecto para la fachada y lo envió a San Petersburgo. Entre 1825 y 1828, la iglesia se restauró según los planes de Melensky. Los azulejos rojos fueron sustituidos por otros metálicos, por lo que las cúpulas vieron modificadas su diseño y forma. Entre 1917 y 1953 se realizaron varias reformas en los cimientos de la iglesia, además de la fachada y el interior. La iglesia permaneció abierta al culto hasta 1932. En 1935, la iglesia de San Andrés fue incluida en la Conservación Histórica y Cultural «Área Museística de toda Ucrania». Tras 1939, el Museo antirreligioso de Santa Sofía fue ubicado en las dependencias de San Andrés. Durante la Segunda Guerra Mundial se volvieron a reanudar los actos religiosos, volviendo a ser prohibidos de nuevo hasta 1961. Desde entonces, el estilóbato de la iglesia fue alquilado a diversas organizaciones hasta 1992, cuando fue ocupado por el Seminario de la Iglesia ortodoxa ucraniana del Patriarcado de Kiev. El 10 de enero de 1968, la iglesia fue incluida en el área de Conservación Nacional «Santa Sofía de Kiev», mientras que el 10 de septiembre del mismo año la iglesia fue abierta al público como museo de historia y arquitectura.
En 2008, la titularidad de la iglesia pasó a la Iglesia autocéfala ortodoxa de Ucrania.
En octubre de 2018, la iglesia fue cedida por ley al Patriarcado Ecuménico de Constantinopla como stauropegion. El 21 de agosto de 2021, el patriarca ecuménico Bartolomé I presidió las Vísperas en el Stauropegion como parte de su visita a Ucrania por invitación del presidente Volodímir Zelenski.